# Eidin Jalali
Eidin Seyed Jalali (* 1992 in Teheran) ist ein österreichischer Film- und Theaterschauspieler iranischer Herkunft.

## Leben
Eidin Jalali wurde 1992 in Teheran geboren und wuchs in Wien auf. Nach seinem Studium der Immobilienwirtschaft studierte er von 2016 bis 2019 Schauspiel an der Hochschule für Schauspielkunst Ernst Busch und trat während des Studiums unter anderem am Kasemattentheater in Luxemburg auf.
Sein Debüt als Filmschauspieler gab Jalali in der Hauptrolle von Amon in Futur Drei von Faraz Shariat. Er spielt im Film einen Iraner, der gemeinsam mit seiner Schwester in einem Wohnprojekt für Flüchtlinge in Deutschland lebt, wo er Parvis, der Sohn von Exil-Iranern ist, kennenlernt. In der vom ZDF produzierten Miniserie Der Schwarm ist Jalali in der Rolle von Rahim zu sehen.
Seit der Spielzeit 2020/21 ist er Ensemblemitglied am Schauspiel Leipzig.
Unter der Regie von Christian Twente spielte er 2023 in einem Dokudrama des ZDF mit dem Titel INRI – Warum musste Jesus sterben? die Rolle des Jesus.

## Filmografie (Auswahl)
- 2020: Spides (Fernsehserie)
- 2020: Futur Drei
- 2020: Alarm für Cobra 11 – Die Autobahnpolizei (Fernsehserie)
- 2021: Para – Wir sind King (Fernsehserie)
- 2022: Doppelhaushälfte (Fernsehserie)
- 2022: Tatort: Die Rache an der Welt
- 2022: Lamia (Fernsehserie)
- 2023: Der Schwarm (Fernsehserie, 6 Folgen)
- 2024: Tatort: Dein Verlust
- 2024: Maxton Hall – Die Welt zwischen uns (Fernsehserie, 5 Folgen)
- 2024: For the Drama (Fernsehserie, 3 Folgen / Real-Life-Fiction)[7]
- 2024: Zitronenherzen (Fernsehfilm)

## Auszeichnungen
First Steps Award 2019
- Auszeichnung mit dem Götz-George-Nachwuchspreis als Teil des Besten Ensembles (neben Banafshe Hourmazdi und Benjamin Radjaipour in Futur Drei)[3]

Faustverleihung 2022
- Auszeichnung in der Kategorie Darsteller:in Theater für junges Publikum für Die Leiden des jungen Azzlack am Schauspiel Leipzig[8]